# Koronéïki

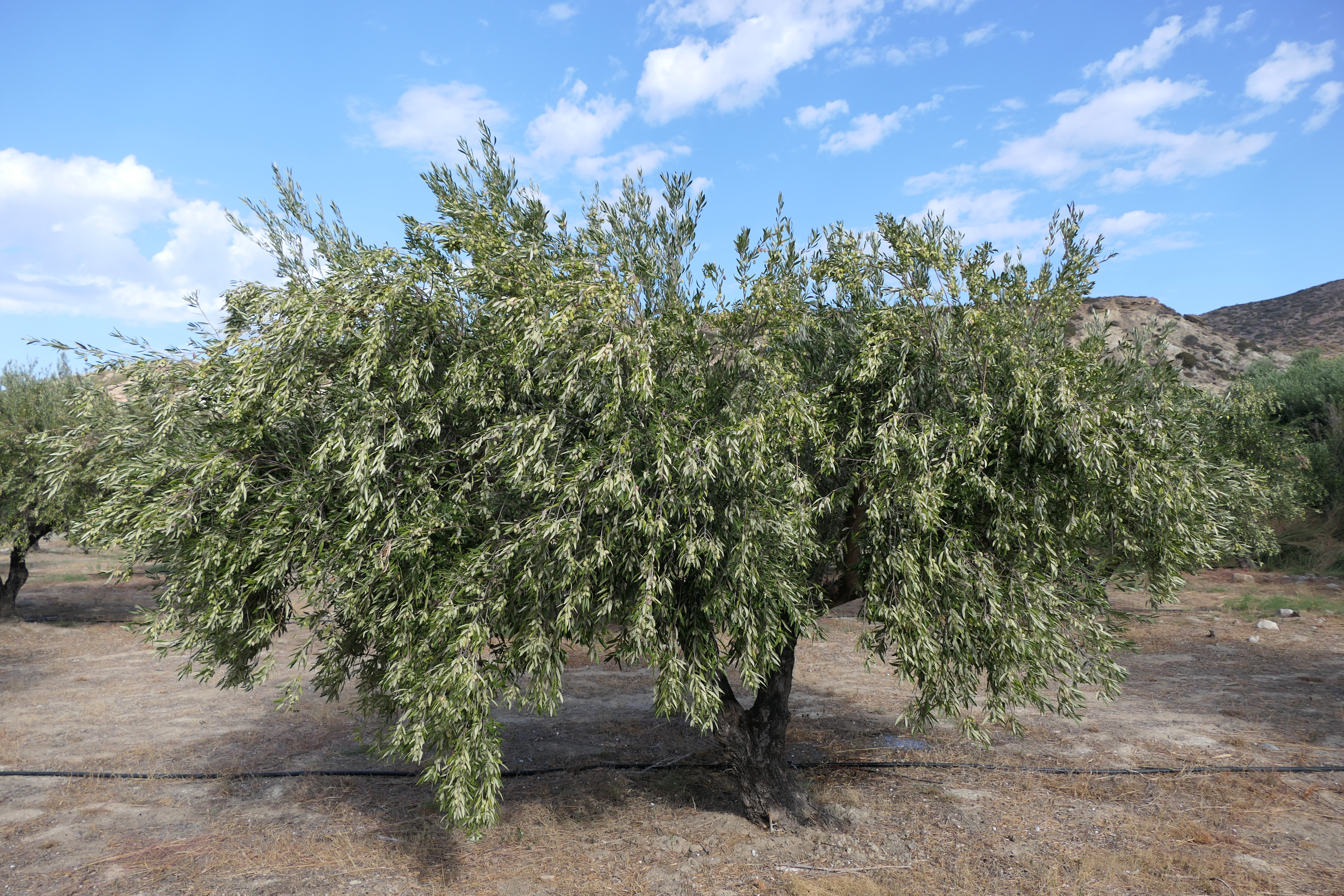
Olivier Koronéïki. Sitía, Lassíthi, en Crète, en Grèce.

La Koronéïki (grec moderne : Κορωνέικη) est un cultivar d'olive de Grèce, dont le nom vient de la ville de Coron située en Messénie au sud du Péloponnèse.

## Description
Après l'arbequina et l'arbosana, les olives Koronéïki sont parmi les plus adaptées aux cultures d'oliviers à forte densité dans le monde. Les olives Koronéïki couvrent 50 à 60 % de la superficie en Grèce, elles constituent la variété la plus commune pour la production d'huile d'olive dans le pays, surtout en Crète. L'huile d'olive est marquée fruité vert. Les olives Koronéïki sont petites, mais ont un rendement élevé en huile.